# 賀茂神社 (かほく市)
賀茂神社（かもじんじゃ）は、石川県かほく市横山にある神社。

## 概要
祭神は、加茂別雷神・貴布禰神・天照大神。
正月などには近隣から多くの人々が参拝に訪れている。

## 歴史
創建年は不詳だが、継体天皇14年（520年）頃に御所村（現在の金沢市御所町）に遷座し、その後2度の遷座を経て、大同元年（806年）に近隣の鉢伏に遷座、翌年の大同2年（807年）に現在の横山の地に鎮座したものと伝えられる。平安時代後期頃から京都の賀茂別雷神社の直轄の荘園として、金津荘を束ねていた。
天正12年（1584年）の末守城の戦いでは、末森で敗れた佐々成政の軍勢が越中へと退却する途中、前田軍の伏兵を恐れて神社の社叢に火を放ち、多くの宝物や古文書が焼失したが、万治元年（1658年）に本殿・拝殿を再建。
明治5年（1872年）に郷社、明治14年（1881年）に県社に列せられ、昭和6年（1931年）に北陸鎮座1400年祭を執り行った。
昭和61年（1986年）12月、神社の社叢がかほく市（当時は宇ノ気町）の指定文化財（天然記念物）に指定された。